# 斑裸吻魚
斑裸吻魚（学名：Psilorhynchus balitora）為輻鰭魚綱鯉形目裸吻魚科的一個種，分布於亞洲孟加拉東北部、印度西孟加拉邦、阿薩姆邦、尼泊爾東部及緬甸，體長可達8.1公分，棲息在沙石底質、丘陵急流區，屬底棲性，生活習性不明，可做為觀賞魚。